# Barraques de camp (Sant Feliu de Llobregat)
Les barraques de camp són una obra de Sant Feliu de Llobregat (Baix Llobregat) protegida com a Bé Cultural d'Interès Local.

## Descripció
Fins a un total de 8 barraques de planta circular o rectangular estan escampades pels vessants de la Serra de Collserola, inclosa en el terme municipal. Les aquí localitzades són representatives d'un conjunt més gran d'elements construïts amb pedra en sec - marges, murs de protecció de camins i elements vegetals, etc.- que s'han d'entendre protegits en la seva totalitat perquè són representatius d'un modus de transformació del paisatge per l'home i l'aprofitament del territori.